# Mimadoretus niveosquamosus
Mimadoretus niveosquamosus är en skalbaggsart som beskrevs av Lea 1919. Mimadoretus niveosquamosus ingår i släktet Mimadoretus och familjen Rutelidae. Inga underarter finns listade i Catalogue of Life.